# Приморско-Ахтарск
Приморско-Ахтарск (на руски: Приморско-Ахтарск) е град в Русия, административен център на Приморско-Ахтарски район, Краснодарски край. Населението му през 2010 година е 32 150 души.

## Население
Населението на града през 2010 година е 32 150 души. През 2002 година населението на града е 32 677 души, от тях:
- 30 405 (90,3%) – руснаци
- 1154 (3,5%) – украинци
- 207 (0,6%) – беларуси
- 180 (0,6%) – арменци
- 81 (0,2%) – татари
- 63 (0,2%) – германци
- 54 (0,2%) – грузинци
- 35 (0,1%) – азербайджанци
- 28 (0,1%) – гърци
- 14 – адигейци
- 5 – турци
- 2 – цигани